# Coleophora cyrniella
Coleophora cyrniella is een vlinder uit de familie kokermotten (Coleophoridae). De wetenschappelijke naam is voor het eerst geldig gepubliceerd in 1926 door Rebel.
De soort komt voor in Europa.